# Râul Vâlcioara
Râul Vâlcioara este un afluent al râului Săvăstreni.

## Hărți
- Harta Județului Brașov
- Harta Munții Făgăraș  Arhivat în 8 septembrie 2013, la Wayback Machine.